# 蓬莱洲象州故城遗址
蓬莱洲象州故城遗址，位于中国广西壮族自治区来宾市兴宾区城厢乡二沟村蓬莱洲，为一个省级文物保护单位，类型为古遗址，为第六批广西壮族自治区文物保护单位，公布时间为2009年5月4日。
蓬莱洲象州故城遗址的历史年代为宋。